# 翼柱短筒苣苔
翼柱短筒苣苔（学名：Boeica yunnanensis）为苦苣苔科短筒苣苔属下的一个种。其种加词 yunnanensis 意为“云南的”。